# Onthophagus cochisus
Onthophagus cochisus är en skalbaggsart som beskrevs av Brown 1927. Onthophagus cochisus ingår i släktet Onthophagus och familjen bladhorningar. Inga underarter finns listade i Catalogue of Life.